# Silnice I/39
Silnice I/39 je česká silnice I. třídy v Jihočeském kraji. Je dlouhá 71,952 km a spojuje prostor Českých Budějovic s Českým Krumlovem a odlehlými oblastmi Šumavy. Do kategorie I. třídy byla tato trasa povýšena roku 1997, předtím se jednalo o silnice II. třídy II/159 (celá, úsek Kamenný Újezd – Černá v Pošumaví) a II/163 (část, úsek Černá v Pošumaví – Volary) a II/141 (část, úsek Volary – Houžná).
Historicky silnice I/39 vedla z Kamenice nad Lipou do Jihlavy, později byla degradována na silnici II/639.

## Vedení silnice
- odbočka Kamenný Újezd (I/3, E55)
- Český Krumlov
- Černá v Pošumaví
- Horní Planá
- Volary
- Nová Houžná (I/4)

## Modernizace silnice
| Číslo | Název                  | Délka   | Kategorie      | Zahájení výstavby | Uvedení do provozu | Křižovatky |
| ----- | ---------------------- | ------- | -------------- | ----------------- | ------------------ | ---------- |
| C59   | Třebonín – Rájov       | 3,2 km  | 11,5/90 7,5/90 | 08/2024           | plánováno 2026     |            |
| C63   | Přísečná               | 1,8 km  | 11,5/90        | plánováno 2028    | plánováno 2029     |            |
| C58   | Horní Planá            | 2,0 km  | 9,5/90         | plánováno 2029    | plánováno 2031     |            |
| C71   | Horní Planá – Záhvozdí | 10,4 km | 9,5/60         | bude oznámeno     | bude oznámeno      |            |